# Takashi Tachibana (Journalist)
Takashi Tachibana (japanisch 立花 隆, Tachibana Takashi. Vorname bei gleicher Lesung eigentlich: 隆志; geboren 28. Mai 1940 in Nagasaki; gestorben 30. April 2021) war ein japanischer Journalist und vielseitiger Sachbuch-Autor.

## Leben und Wirken
Takashi Tachibana begann 1959 ein Studium an der Universität Tokio im Fach Literaturwissenschaften. 1960 nahm er an der Internationalen Anti-Atom-Konferenz in England teil. 1964 machte er seinen Universitätsabschluss im Fach Französisch. Er trat in den Verlag Bungei Shunjū ein und arbeitete für das Magazin Shūkan Bungei (週刊文春). 1966 verließ er den Verlag und startete das Frauenmagazin Young Lady. Im Jahr 1967 holte er den Bachelor-Abschluss an der Philosophischen Fakultät der Universität Tokio nach.
1969 brachte Tachibana sein erstes Buch heraus mit dem Titel Sude de no shiagatta otoko-tachi (素手でのし上がった男たち ‚Männer, die mit bloßen Händen hochgeklettert sind‘). Ab diesem Zeitpunkt verkürzte er seinen Vornamen bei gleicher Lesung auf das erste Zeichen. Seither veröffentlichte er in den Magazinen Bungei shunju (文芸春秋), Shokun (諸君), Ushio (潮). 1971 machte er eine Pause und betrieb eine Bar in der besten Gegend von Shinjuku. 1972 verkaufte er die Bar und durchstreifte Europa und den Nahen Osten. In dieser Zeit stieß er auf den Vorfall in Tel Aviv durch die japanische Rote Armee. Er veröffentlichte 1972 Teru-Abibu de Okamoto Kōzō to ichimon ittō (テル・アビブで岡本公三と一問一答 ‚In Tel Aviv mit Kōzō Okamoto, eine Frage, eine Antwort‘) in Shūkan Bungei und nahm damit seine Tätigkeit als Journalist wieder auf.
Im Jahr 1974 veröffentlichte Tachibana den Reportage Tanaka Kakuei kenkyū – sono kinmyaku to jinmyaku (田中角栄研究―その金脈と人脈 ‚Nachforschungen zu Tanaka Kakuei – sein Geldflügel und sein Anhängerflügel‘) in Bungei Shunju. Zusammen mit Sabishiki Etsuzan-kai no joō (淋しき越山会の女王 ‚Die einsame Königin des Etsuzan-Clubs‘), verfasst vom Journalisten Kodama Takaya (児玉 隆也; 1937–1975), das in derselben Ausgabe desselben Magazins erschien, wurde es zum Auslöser für die spätere Verhaftung des Premierministers Tanaka Kakuei. Dazu kam der Verdacht der Bestechung durch Lockheed für Flugzeugkäufe (Lockheed-Skandal). Im folgenden Monat wurde das Kabinett Tanaka zum Rücktritt gezwungen. „Nachforschungen zu Tanaka Kakuei“ gewann 1974 den „Bungeishunju-Leserpreis“ (読者賞) und den JCJ-Preis (1975).
In Chūkaku vs Kakumaru (中核VS革マル; 1975) analysierte Tachibana die „Neue Linke“ mit ihrer These der „Uchigeba“, und in Nihon kyōsantō no kenkyū (日本共産党の研究 ‚Überlegungen zur Kommunistischen Partei Japans‘; 1978), für die er den Kōdansha Nonfiction Award erhielt, zeichnete er ein Gesamtbild der Kommunistischen Partei Japans vor dem Krieg. In Amerika no seikakumei hokoku (アメリカ性革命報告 ‚Bericht über die sexuelle Revolution in Amerika‘) schrieb er über das amerikanische Sexualbewusstsein nach der Hippie-Bewegung. Nōkyō (農協 ‚Landwirtschaftliche Kooperative‘) befasst sich damit, dass wegen sinkender Selbstversorgungsrate Japans mit Lebensmitteln durch große Investitionen versucht wird, einen Wandel herbeizuführen.
1983 publizierte Tachibana Uchū kara no kikan (宇宙からの帰還 ‚Rückkehr aus dem Weltraum‘), ein Werk, das mit dem Kikuchi-Kan-Preis ausgezeichnet wurde. Das Werk markiert den Beginn seines Interesses an Raumfahrterfahrungen und Menschen, an Gehirnen und Menschen sowie am Tod. So veröffentlichte er 1986 Nōshi (脳死 ‚Hirntod‘) und Nōshi sairon (脳死再論 ‚Hirntod: erneute Diskussion‘) 1988. 1990 folgte die Veröffentlichung von Seishin to busshitsu (精神と物質 ‚Geist und Materie‘), für die er den Shinchōgakugei-Preis (新潮学芸賞) erhielt. Das ist die Aufzeichnung eines Gesprächs mit dem Molekularbiologen Susumu Tonegawa. Ein weiteres Buch ist Sarugagu no genzei (サル学の現在 ‚Affenforschung heute‘; 1991), für das er den Ōkawa-Shuppan-Kulturpreis (大川出版文化賞) erhielt.
Von 1995 bis 1998 war Tachibana Gastprofessor am „Forschungszentrum für fortgeschrittene Wissenschaft und Technologie“ der Universität Tokio (東京大学先端科学技術研究センター). 1996 Eröffnung des Studiengangs „Angewandte Ethik“ an der Fakultät für Geisteswissenschaften der Universität Tokio. 1997 wurde er mit dem NHK hōsō bunkashō (NHK放送文化賞 ‚NHK-Rundfunk-Kulturpreis‘) und 1998 für seine Leistungen mit dem Shiba-Ryōtarō-Preis (司馬遼太郎賞) und dem Omega-Preis ausgezeichnet.
Tachibana schrieb über Themen aus dem Bereich Biologie, Umwelt, Medizin, Politik, Wirtschaft, Leben, Philosophie, Nahtod-Erfahrungen, wobei viele seiner Bücher Bestseller wurden. Man nannte ihn daher „Chi no Kyojin“ (知の巨人 ‚Wissensriese‘).